# Hibiscus brackenridgei
Hibiscus brackenridgei és una espècie de planta pertanyent a la família de les malvàcies. És originària de Hawaii.

## Descripció
Es tracta d'un arbust que arriba fins als 10 m d'altura, amb brillants flors grogues, que està molt relacionada amb Hibiscus divaricatus. Es reconeixen dues subespècies : 
- Hibiscus brackenridgei brackenridgei, un arbust erecte extens como un arbre que es troba en els boscos secs i matolls baixos a altures d'entre 120 i 790 metres a Molokai, Lanai, Maui i l'Illa de Hawaii; i[1]
- Hibiscus brackenridgei mokuleianus, un arbre sec en els hàbitats de Kauai i Oahu. Aquesta espècie està classificada com una espècie en perill d'extinció per l'USFWS i per a la Unió Internacional per a la Conservació de la Natura (UICN).[2] La flor groga d'aquesta espècie es va considerar la flor oficial de l'estat de Hawaii el 6 de juny de 1988, i encara que està en perill d'extinció en els seus hàbitats naturals, s'ha convertit en una popular planta ornamental als jardins de Hawaii.[3]

## Taxonomia
Hibiscus brackenridgei va ser descrita per Ansa Gray i publicada a United States Exploring Expedition 1: 175. 1854.
Etimologia

Vegeu: Hibiscus
brackenridgei: epítet atorgat en honor del botànic William Dunlop Brackenridge.
Varietats acceptades

- Hibiscus brackenridgei subsp. mokuleianus (M.J.Rosega) D.M.Bats
- Hibiscus brackenridgei subsp. molokaianus (Rock ex Caum) F.D.Wilson